# 奥古斯特多夫
奥古斯特多夫（德語：Augustdorf，發音：[ˈaʊɡʊstˌdɔʁf] ⓘ）是德国北莱茵-威斯特法伦州代特莫尔德行政区利珀县的市镇，面积42.18平方千米，2023年12月31日人口为10,314人。